# Norman Wooland
Norman Wooland (* 16. März 1910 in Düsseldorf, Deutschland; † 3. April 1989 in Staplehurst, Kent, England) war ein britischer Film- und Theaterschauspieler.

## Leben
Norman Wooland, Sohn britischer Eltern, der in Düsseldorf geboren wurde, wuchs im englischen Stratford-upon-Avon auf, wo er in seiner Jugend bereits auf der Theaterbühne stand. Nachdem er 1926, 16-jährig, erstmals in einer größeren Theaterrolle (Der Kaufmann von Venedig) zu sehen war, wirkte er bis 1939 in zahlreichen Theaterstücken mit. 1939, kurz nach Ausbruch des Zweiten Weltkriegs nahm Wooland eine Anstellung bei der BBC an, und arbeitete die kommenden sechs Kriegsjahre als Radiokommentator.
Obgleich er bereits 1937 erstmals in einem Spielfilm – The Five Pound Man – zu sehen war, begann seine Karriere als Filmschauspieler erst nach dem Krieg zu florieren. Obwohl Wooland insgesamt nur 39-mal vor der Kamera stand, sind doch einige seiner Filme noch heute bekannt. Den Durchbruch hatte Wooland 1948 als Horatio in William Shakespeares Hamlet an der Seite von Laurence Olivier. Regie und die Titelrolle des Hamlet übernahm Laurence Olivier. 1951 stand Wooland in Quo vadis? als Nerva vor der Kamera, und in Barabbas von 1961 als Rufio. Auch erhielt er eine Nebenrolle im Kriegsfilm Die Kanonen von Navarone aus dem Jahr 1961.
In den späten 1960er und ab Beginn der 1970er Jahre stand Wooland in einigen britischen Sitcoms und Krimiserien vor der Kamera, zuletzt 1985 in Cover Her Face. Norman Wooland starb 1989 im Alter von 79 Jahren nach einem Schlaganfall.

## Filmografie (Auswahl)
- 1937: The Five Pound Man
- 1948: Hamlet
- 1948: Es begann in Rio (Look Before You Love)
- 1951: Quo vadis? (Quo vadis?)
- 1952: Ivanhoe – Der schwarze Ritter (Ivanhoe)
- 1954: Romeo und Julia (Romeo and Juliet)
- 1955: Richard III. (Richard III.)
- 1957: Die blinde Spinne (No Road Back)
- 1959: Der Bandit von Zhobe (The Bandit of Zhobe)
- 1959: Das Bittere und das Süße (The Rough and the Smooth)
- 1961: Barabbas (Barabbà)
- 1961: Die Kanonen von Navarone (The Guns of Navarone)
- 1962: Brennende Schuld (Life For Ruth)
- 1964: Der Untergang des Römischen Reiches (The Fall of the Roman Empire)
- 1966: Frankenstein 70 – Das Ungeheuer mit der Feuerklaue (The Projected Man)
- 1966: Donegal, König der Rebellen (The Fighting Prince of Donegal)
- 1969: Callan (Fernsehserie, 1 Folge)
- 1978: Alles Glück dieser Erde (International Velvet)
- 1981: Diamonds (Fernsehserie, sieben Folgen)
- 1985: Cover Her Face (Fernsehserie, sechs Folgen)